# 謝・謝・桃華
『謝・謝・桃華』（しぇい・しぇい・ももか）は、西原ちかによる日本の漫画作品。

## 概要
『なかよし』（講談社）において、1986年10月号から1987年10月号まで連載された。ただし1987年1月号と2月号は掲載なし。

## 書誌情報
- 西原ちか『謝・謝・桃華』講談社〈講談社コミックスなかよし〉、1987年9月6日発行[1]、全1巻、ISBN 4-06-178585-0